# مکانیک محاسباتی

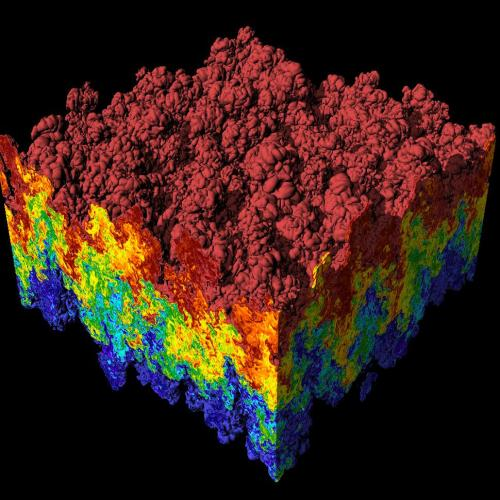
تصویر علمی از یک شبیه‌سازی بسیار بزرگ از مسئله‌ی ناپایداری رایلی-تایلور. این تصویر توسط سیستم بصری‌ساز VisIt تولید شده است.

مکانیک محاسباتی (انگلیسی: Computational mechanics) رشته‌ای است که با استفاده از روش‌های محاسباتی به بررسی و مطالعه پدیده‌هایی که توسط اصول مکانیک اداره می‌شوند، می‌پردازد. پیش از ظهور علوم محاسباتی و شبیه‌سازی‌های عددی به عنوان رهیافت سوم مطالعات علمی در کنار روش‌های نظری و روش‌های آزمایشگاهی، مکانیک محاسباتی عمدتاً زیرمجموعه‌ای از مکانیک کاربردی پنداشته می‌شد. امروزه مکانیک محاسباتی زیرمجموعهٔ علوم محاسباتی دانسته می‌شود. مکانیک محاسباتی در برخی دانشگاه‌ها زیر مجموعه ریاضیات کاربردی محسوب می‌شود.
مکانیک محاسباتی در شاخه‌های مختلف علوم، مهندسی و پزشکی جهت تحلیل یک فرایند یا پیش‌بینی رفتار آن به کار می‌رود. از موضوعات تحقیقاتی فعال در این زمینه، توسعه روش اجزای محدود، آکوستیک محاسباتی، برهم کنش‌های سیالاتی، پدیده‌های انتقال فعال، مدل‌سازی رفتار مواد پیچیده، و بافت‌های زیستی با کمک روش‌های محاسبات عددی است